# كارلوس ارسيس
كارلوس ارسيس (بالإسبانية: Carlos Areces Maqueda)‏ هو فنان قصص مصورة وموسيقي وممثل إسباني، ولد في 27 مارس 1976 بمدريد في إسبانيا.

## أعمال

### أفلام
- (2013) أنا متحمس جدا[4][5]
- (2016) ملكة إسبانيا

## وصلات خارجية
- كارلوس ارسيس على موقع IMDb (الإنجليزية)
- كارلوس ارسيس على موقع ألو سيني (الفرنسية)
- كارلوس ارسيس على موقع ميوزك برينز (الإنجليزية)
- كارلوس ارسيس على موقع أول موفي (الإنجليزية)
- كارلوس ارسيس على موقع ديسكوغز (الإنجليزية)
- كارلوس ارسيس على موقع قاعدة بيانات الفيلم (الإنجليزية)
- كارلوس ارسيس على موقع كينوبويسك (الروسية)